# Musée Bourdelle
Il musée Bourdelle è un museo che si trova a Montparnasse, al numero 18 della via Antoine Bourdelle nel XV arrondissement di Parigi, Francia.

## Storia

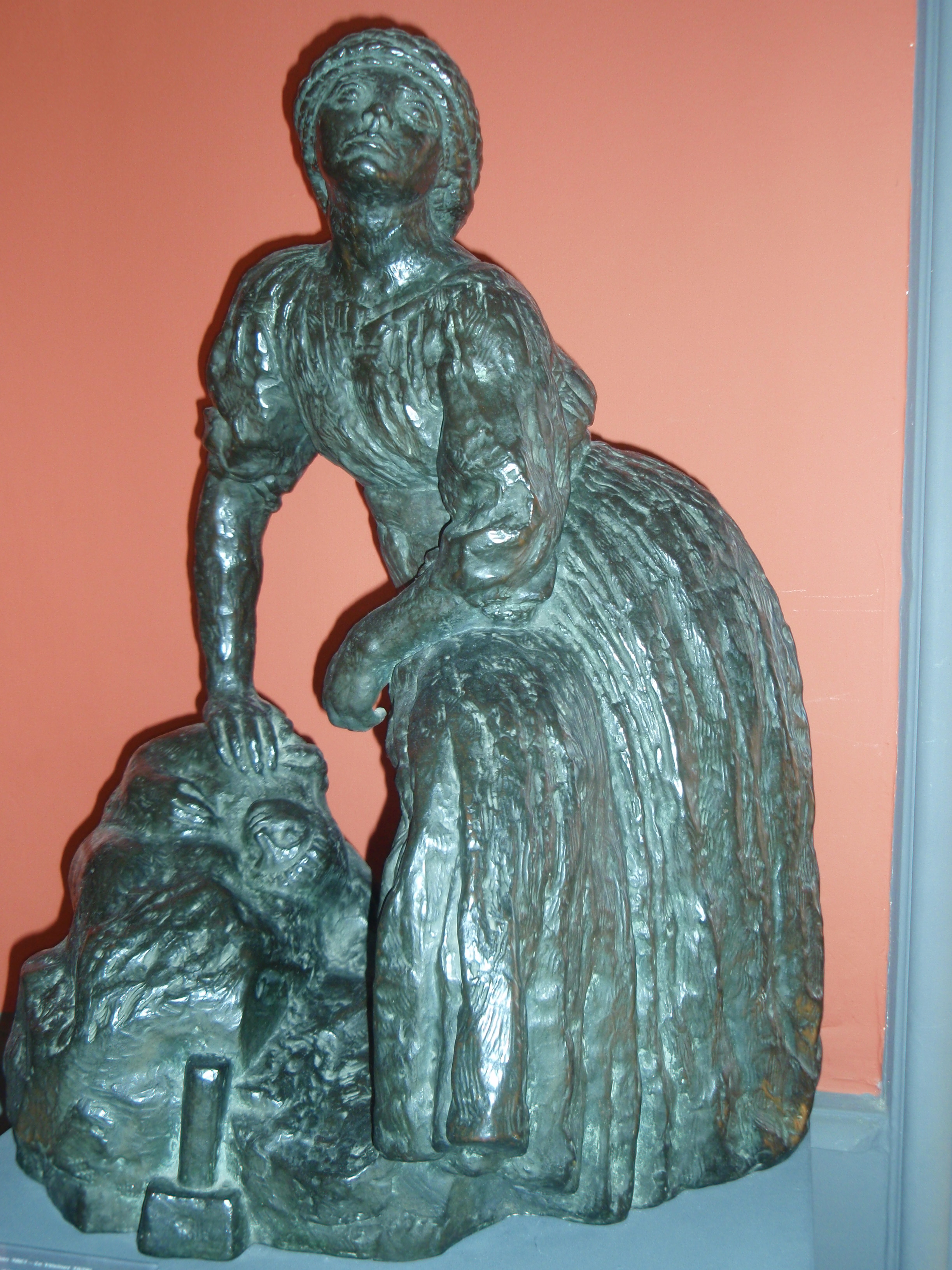
Cléopatre Bourdelle-Sévastos (1905/06)

Inizialmente studio di Antoine Bourdelle (1861-1929), nel 1922 cominciò l'opera di ristrutturazione trasformando il suo studio in un museo, venne poi aiutato da Gabriel Cognacq fondi previsti per l'acquisto di studio e quindi evitare di disperdere le rimanenti opere dell'artista. Il museo è stato inaugurato nel 1949 e ampliato nel 1961 dall'architetto Henri Gautruche al centenario della nascita di Antoine Bourdelle. Venne poi ampliata ulteriormente nel 1992 dell'architetto Christian de Portzamparc.
Oggi si trovano nel museo oltre 500 opere in marmo, gesso, bronzo, dipinti, pastelli e schizzi per affreschi, oltre che la collezione personale di Bourdelle con opere di Eugène Carrière, Eugène Delacroix, Jean Auguste Dominique Ingres, Adolphe Joseph Thomas Monticelli, Pierre Puvis de Chavannes, e Auguste Rodin.

## Mostre

### Le mostre al musée Bourdelle dal 2004
- Luciano Fabro dal 25 giugno - 31 ottobre 2004.
- Claude Rutault 20 gennaio – 15 maggio 2005.
- Didier Vermeiren 22 settembre 2005 - 8 gennaio 2006.
- Felice Varini 8 febbraio -  21 maggio 2006.
- Laurent Pariente 7 luglio - 26 novembre 2006

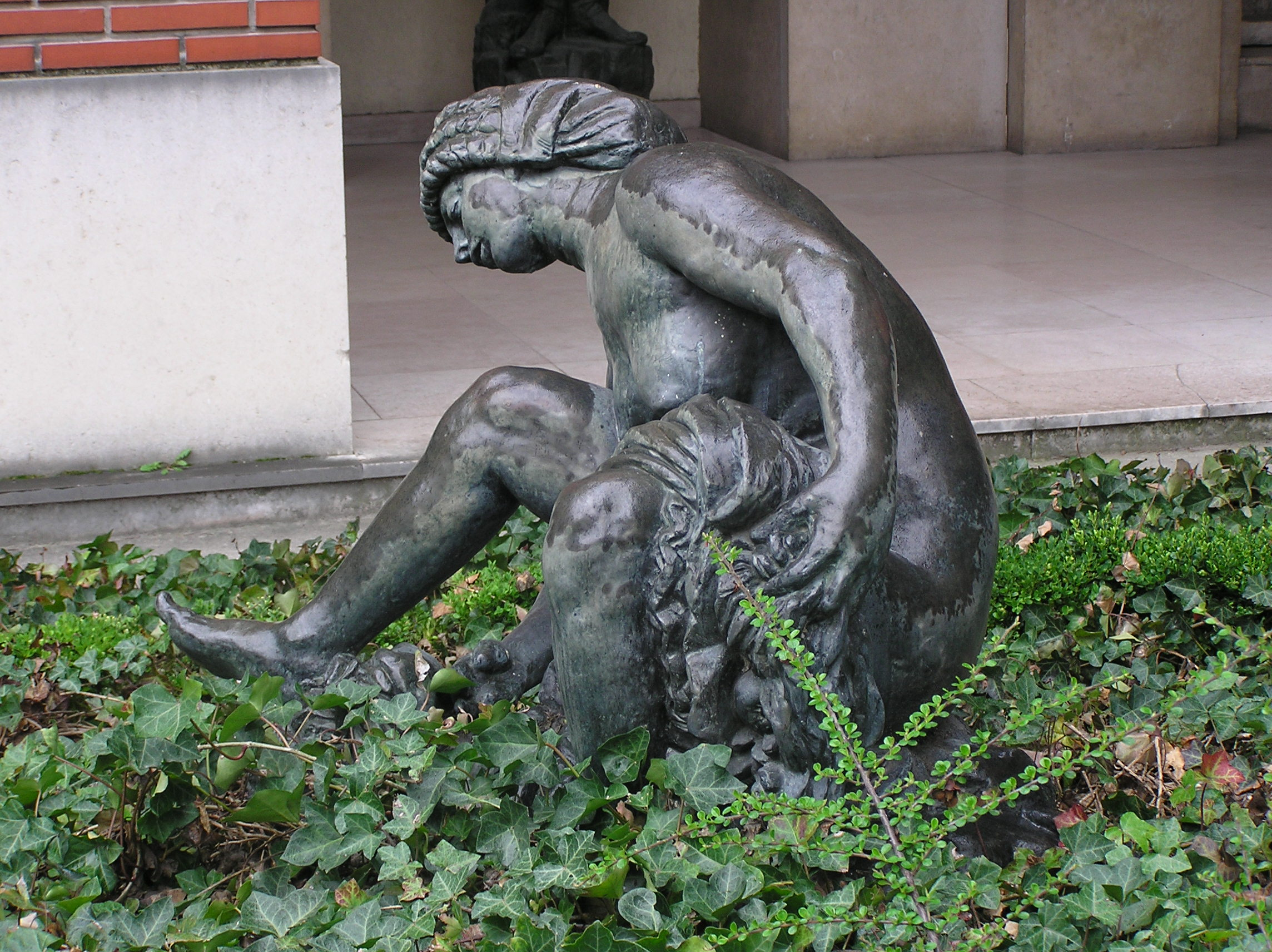
La baigneuse accroupie au rocher(1906-1907)

- Sarkis 26 gennaio - 3 giugno 2007.
- Henry Moore e la mitologia 19 ottobre 2007 - 29 febbraio 2008

### Le mostre all'esterno del museo

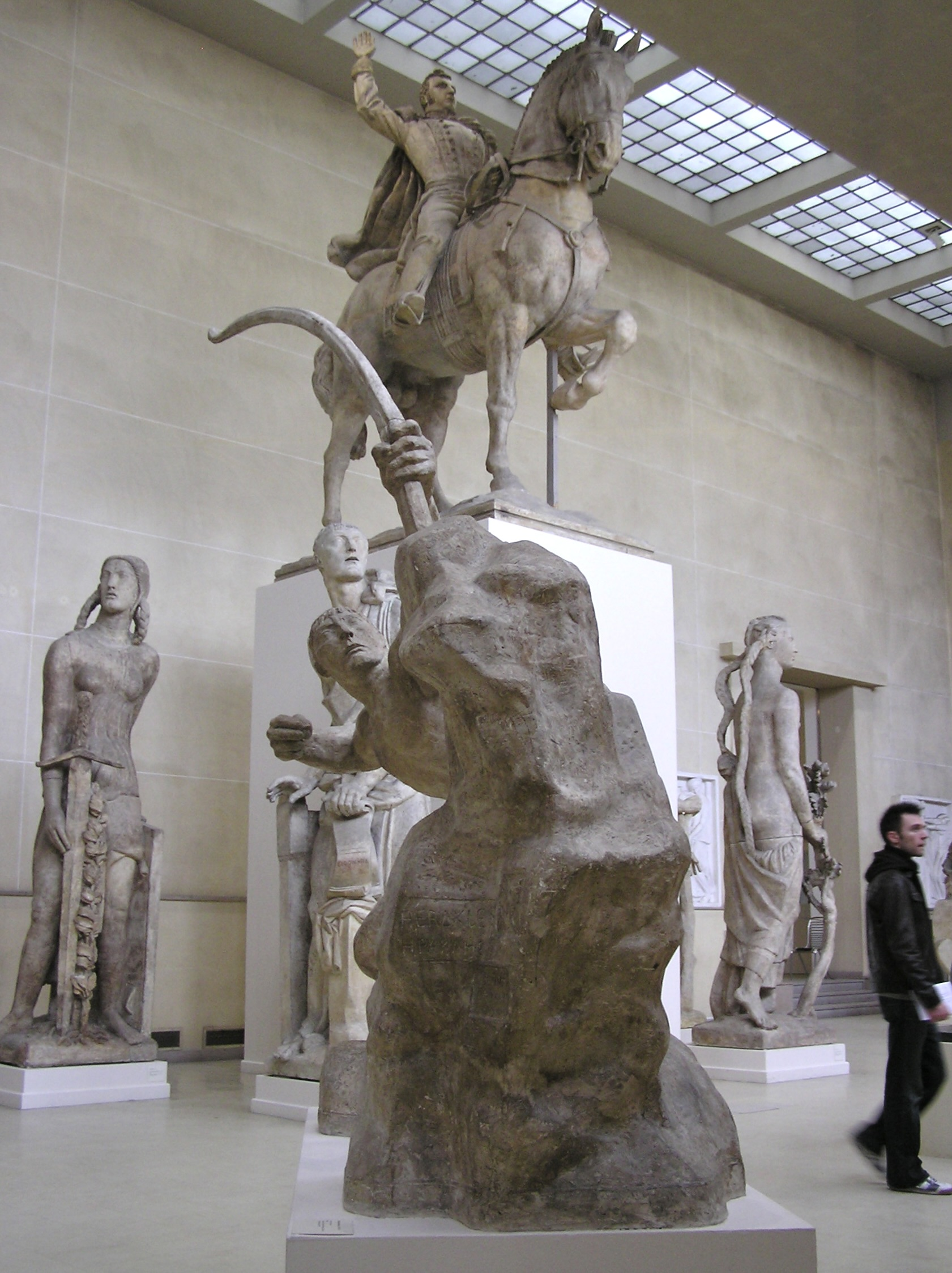
Musée Bourdelle, sala di intonaci

- Antoine Bourdelle (1861-1929), passeur de la modernité al museo nazionale della Romania: 8 settembre 2006 - 24 gennaio 2007.